# World Touring Car Championship 2006
World Touring Car Championship 2006 var den andra säsongen av FIA:s standardvagnsmästerskap World Touring Car Championship. Säsongen startade den 2 april på Autodromo Nazionale di Monza och avslutades den 19 november på Circuito da Guia.

## Kalender
| Datum        | Bana          | Namn                       | Vinnare race 1     | Vinnare race 2    | Rapport |
| ------------ | ------------- | -------------------------- | ------------------ | ----------------- | ------- |
| 2 april      | Monza         | Race of Italy              | Andy Priaulx       | Augusto Farfus    | ■       |
| 30 april     | Magny-Cours   | Race of France             | Dirk Müller        | Andy Priaulx      | ■       |
| 21 maj       | Brands Hatch  | Race of UK                 | Yvan Muller        | Alain Menu        | ■       |
| 4 juni       | Oschersleben  | Race of Germany            | Andy Priaulx       | Jörg Müller       | ■       |
| 2 juli       | Curitiba      | Race of Brazil             | Jordi Gené         | Andy Priaulx      | ■       |
| 30 juli      | Puebla        | Race of Mexico             | Salvatore Tavano   | Augusto Farfus    | ■       |
| 3 september  | Brno          | Race of the Czech Republic | Jörg Müller        | Rob Huff          | ■       |
| 24 september | Istanbul Park | Race of Turkey             | Alessandro Zanardi | Gabriele Tarquini | ■       |
| 8 oktober    | Valencia      | Race of Spain              | Augusto Farfus     | Jörg Müller       | ■       |
| 19 november  | Guia          | Guia Race of Macau         | Andy Priaulx       | Jörg Müller       | ■       |

## Förare, bil & stall
- 1. Andy Priaulx, BMW 320, BMW Team UK
- 2. Gabriele Tarquini, SEAT León, SEAT Sport
- 3. Rickard Rydell, SEAT León, SEAT Sport
- 4. Alessandro Zanardi, BMW 320, BMW Team Italy-Spain
- 5. Marcel Costa, BMW 320, BMW Team Italy-Spain
- 6. Robert Huff, Chevrolet Lacetti, Chevrolet
- 7. Nicola Larini, Chevrolet Lacetti, Chevrolet
- 8. Alain Menu, Chevrolet Lacetti, Chevrolet
- 9. Jordi Gené, SEAT León, SEAT Sport
- 10. Peter Terting, SEAT León, SEAT Sport
- 11. James Thompson, SEAT León, SEAT Sport
- 12. Yvan Muller, SEAT León, SEAT Sport
- 14. Florian Gruber, SEAT León, SEAT Sport
- 15. Augusto Farfus Jr., Alfa Romeo 156, Team Nordauto
- 16. Gianni Morbidelli, Alfa Romeo 156, Team Nordauto
- 18. Salvatore Tavano, Alfa Romeo 156, Team Nordauto
- 19. Maurizio Cerazoli, SEAT León, GR Asia
- 20. Tom Coronel, SEAT León, GR Asia
- 23. Pierre-Yves Corthals, Honda Accord, JAS Motorsport
- 24. Ryan Sharp, Honda Accord, JAS Motorsport
- 25. Fabrizio Giovanardi, Honda Accord, JAS Motorsport
- 30. Luca Rangoni, BMW 320, Proteam Motorsport
- 31. Stefano D'Aste, BMW 320, Proteam Motorsport
- 32. Oscar Hidalgo, BMW 320, Wiechers-Sport
- 33. Emmet O'Brien, BMW 320, Wiechers-Sport
- 34. Diego Romanini, BMW 320, Wiechers-Sport
- 36. Lucas Molo, Alfa Romeo 156, Equipe TekProm
- 39. Philip Geipel, Toyota Corolla, TFS Yaco Racing
- 41. Duncan Huisman, BMW 320, BMW Team Italy-Spain
- 42. Jörg Müller, BMW 320, BMW Team Germany
- 43. Dirk Müller, BMW 320, BMW Team Germany
- 44. Jirí Janák, Alfa Romeo 156, Ceskoslovenský Motorsport
- 46. Jens Edman, Peugeot 407, Peugeot Sport Denmark
- 51. Alessandro Balzan, Alfa Romeo 156, DB Motorsport
- 52. Elio Marchetti, Alfa Romeo 156, DB Motorsport
- 53. Riccardo Romagnoli, Alfa Romeo 156, Scuderia La Torre
- 54. Emanuele Naspetti, BMW 320, GDL Racing
- 55. Stefano Valli, BMW 320, Zerocinque Motorsport
- 56. Simone Iacone, BMW 320, Zerocinque Motorsport
- 57. Davide Roda, SEAT León, SEAT Sport Italia
- 58. Roberto Colciago, SEAT Toledo, SEAT Sport Italia
- 159. Rainer Bastuck, Chevrolet Lacetti, Maurer Motorsport
- 160. Vincent Radermecker, Chevrolet Lacetti, Maurer Motorsport

## Slutställning
| Plats | Förare              | Märke      | Poäng |
| ----- | ------------------- | ---------- | ----- |
| 1     | Andy Priaulx        | BMW        | 73    |
| 2     | Jörg Müller         | BMW        | 72    |
| 3     | Augusto Farfus      | Alfa Romeo | 64    |
| 4     | Yvan Muller         | SEAT       | 62    |
| 5     | Gabriele Tarquini   | SEAT       | 57    |
| 6     | Dirk Müller         | BMW        | 54    |
| 7     | Rickard Rydell      | SEAT       | 54    |
| 8     | James Thompson      | SEAT       | 54    |
| 9     | Peter Terting       | SEAT       | 49    |
| 10    | Jordi Gené          | SEAT       | 36    |
| 11    | Alex Zanardi        | BMW        | 26    |
| 12    | Nicola Larini       | Chevrolet  | 24    |
| 13    | Duncan Huisman      | BMW        | 22    |
| 14    | Gianni Morbidelli   | Alfa Romeo | 22    |
| 15    | Alain Menu          | Chevrolet  | 21    |
| 16    | Rob Huff            | Chevrolet  | 20    |
| 17    | Tom Coronel         | SEAT       | 17    |
| 18    | Salvatore Tavano    | Alfa Romeo | 15    |
| 19    | Luca Rangoni        | BMW        | 14    |
| 20    | Fabrizio Giovanardi | Honda      | 8     |
| 21    | Ryan Sharp          | Honda      | 6     |
| 22    | Alessandro Balzan   | Alfa Romeo | 4     |
| 23    | André Couto         | SEAT       | 2     |

## Ställning konstruktörer 2006
1. SEAT, 148
2. BMW, 139
3. Alfa Romeo, 111
4. Chevrolet, 67

## Ställning privatförare 2006
1. Tom Coronel, GR Asia, 96
2. Ryan Sharp, JAS Motorsport, 63
3. Luca Rangoni, Proteam Motorsport, 48
4. Stefano D'Aste, Proteam Motorsport, 39
5. Maurizio Ceresoli, GR Asia, 31
6. Diego Romanini, Wiechers-Sport, 31
7. Alessandro Balzan, DB Motorsport, 25
8. Pierre-Yves Corthals, JAS Motorsport, 23
9. Emmet O'Brien, Wiechers-Sport, 17
10. Roberto Colciago, SEAT Sport Italia, 14
11. Simone Iacone, Zerocinque Motorsport, 13
12. Riccardo Romagnoli, Scuderia La Torre, 11
13. Jens Edman, Peugeot Sport Denmark, 10
14. Lucas Molo, Equipe TekProm, 5
15. Oscar Hidalgo, Wiechers-Sport, 5
16. Emanuele Naspetti, GDL Racing, 4
17. Davide Roda, SEAT Sport Italia, 2
18. Jirí Janák, Ceskoslovenský Motorsport, 2
19. Stefano Valli, Zerocinque Motorsport, 2